# No Limit Top Dogg
No Limit Top Dogg is de naam van het vierde album van Amerikaanse rapper Snoop Dogg.

## Tracklist
| Nr. | Titel                                                                                  | Producer(s)           | Duur |
| --- | -------------------------------------------------------------------------------------- | --------------------- | ---- |
| 1.  | Dolomite (Intro) (met Rudy Ray Moore)                                                  |                       | 0:27 |
| 2.  | Buck 'Em (met Sticky Fingaz)                                                           | Dr. Dre               | 2:44 |
| 3.  | Trust Me (met Suga Free & Sylk-E. Fyne)                                                | Bud'da                | 4:09 |
| 4.  | My Heat Goes Boom                                                                      | Wells                 | 3:40 |
| 5.  | Dolomite (Interlude) (met Rudy Ray Moore)                                              |                       | 0:53 |
| 6.  | Snoopafella                                                                            | Ant Banks             | 5:22 |
| 7.  | In Love with a Thug                                                                    | Meech Wells           | 3:44 |
| 8.  | G Bedtime Stories                                                                      | Meech Wells           | 2:15 |
| 9.  | Down 4 My Niggaz (met C-Murder en Magic)                                               | KLC                   | 3:46 |
| 10. | Betta Days                                                                             | Meech Wells, Def Jeff | 3:56 |
| 11. | Somethin' Bout Yo Bidness (met Raphael Saadiq)                                         | G-One                 | 4:12 |
| 12. | Bitch Please (met Xzibit & Nate Dogg)                                                  | Dr. Dre               | 3:54 |
| 13. | Doin' Too Much                                                                         | DJ Quik               | 4:07 |
| 14. | Gangsta Ride (met Silkk the Shocker)                                                   | Meech Wells           | 3:44 |
| 15. | Ghetto Symphony (met Mia X, Fiend, C-Murder, Silkk the Shocker, Mystikal & Goldie Loc) | KLC                   | 5:40 |
| 16. | Party with a D.P.G.                                                                    | Jelly Roll            | 4:55 |
| 17. | Buss'n Rocks                                                                           | DJ Quik               | 4:23 |
| 18. | Just Dippin' (met Dr. Dre & Jewell)                                                    | Dr. Dre               | 4:03 |
| 19. | Don't Tell (met Warren G, Mausberg & Nate Dogg)                                        | DJ Quik               | 4:47 |
| 20. | 20 Minutes (met Goldie Loc)                                                            | Goldie Loc            | 3:59 |
| 21. | I Love My Momma                                                                        | Meech Wells           | 3:06 |